# Café Vianna
O Café Vianna é um dos mais emblemáticos cafés da cidade de Braga, em Portugal, localizado no edifício da Arcada, na Praça da República.

## História
O café abriu em 1858 pela mão de Manoel José da Costa Vianna.
Por lá já se sentaram escritores como Eça de Queirós ou Camilo Castelo Branco.
O café até já foi uma espécie de banco. A seguir à Primeira Guerra Mundial, em 1921, não havia trocos em Braga e o Café Vianna dava senhas que pessoas trocavam por artigos, por exemplo, na mercearia.